# Mori Ōgai
Mori Ōgai (森 鷗外 / 森 鴎外, Tsuwano, 17 de fevereiro de 1862 - 8 de julho de 1922) foi um médico, tradutor, romancista e poeta japonês. Gan (雁, O ganso selvagem, (1911–13)) é considerada sua obra histórica mais importante.
Ōgai Mori, ainda recém-chegado da Alemanha, funda juntamente com Naobumi Ochiai e Kimiko Koganei a empresa S.S.S. (Shinseisha). Publica "Omokage" em 1890. Em 1909, o movimento romântico de Ōgai ganha um novo formato com o início do movimento Tanbi, do qual é fundador. Funda a revista "Subaru", carro-chefe do movimento e atrai escritores e poetas românticos e simbolistas, muito devido ao fim da revista "Myôjô" que os abrigava ideologicamente. O movimento Tanbi tornou-se um contraponto importante aos movimentos da época, tais como o Naturalismo e o movimento Shirakaba.